# Gran Premio del Canada 1997
Il Gran Premio del Canada 1997 si svolse il 15 giugno dello stesso anno e fu la settima gara della stagione. Vide un grave incidente occorso a Olivier Panis, che si ruppe entrambe le gambe. La gara fu vinta da Michael Schumacher su Ferrari (al ventisettesimo successo in carriera) seguito da Jean Alesi su Benetton-Renault e da Giancarlo Fisichella su Jordan-Peugeot.

## Vigilia
La gara vede il debutto di Alexander Wurz in sostituzione di Gerhard Berger, afflitto da problemi fisici e dalla morte del padre e costretto a saltare l'evento.

## Qualifiche

### Resoconto
Michael Schumacher su Ferrari ottiene la sua prima pole position della stagione interrompendo così il dominio della Williams. Alle spalle del tedesco si qualifica Villeneuve, amareggiato per non aver conquistato la pole nella corsa di casa. Barrichello e Frentzen in seconda fila precedono Coulthard e le due Jordan di Fisichella e Ralf Schumacher.

### Risultati
| Pos | N. | Pilota                | Costruttore       | Pneumatici | Tempo    | Gap    |
| --- | -- | --------------------- | ----------------- | ---------- | -------- | ------ |
| 1   | 5  | Michael Schumacher    | Ferrari           | G          | 1'18"095 |        |
| 2   | 3  | Jacques Villeneuve    | Williams-Renault  | G          | 1'18"108 | +0"013 |
| 3   | 22 | Rubens Barrichello    | Stewart-Ford      | B          | 1'18"388 | +0"293 |
| 4   | 4  | Heinz-Harald Frentzen | Williams-Renault  | G          | 1'18"464 | +0"369 |
| 5   | 10 | David Coulthard       | McLaren-Mercedes  | G          | 1'18"466 | +0"371 |
| 6   | 12 | Giancarlo Fisichella  | Jordan-Peugeot    | G          | 1'18"750 | +0"655 |
| 7   | 11 | Ralf Schumacher       | Jordan-Peugeot    | G          | 1'18"869 | +0"774 |
| 8   | 7  | Jean Alesi            | Benetton-Renault  | G          | 1'18"899 | +0"804 |
| 9   | 9  | Mika Häkkinen         | McLaren-Mercedes  | G          | 1'18"916 | +0"821 |
| 10  | 14 | Olivier Panis         | Prost-Mugen-Honda | B          | 1'19"269 | +1"174 |
| 11  | 8  | Alexander Wurz        | Benetton-Renault  | G          | 1'19"286 | +1"191 |
| 12  | 6  | Eddie Irvine          | Ferrari           | G          | 1'19"503 | +1"498 |
| 13  | 16 | Johnny Herbert        | Sauber-Petronas   | G          | 1'19"622 | +1"617 |
| 14  | 18 | Jos Verstappen        | Tyrrell-Ford      | G          | 1'20"102 | +2"007 |
| 15  | 1  | Damon Hill            | Arrows-Yamaha     | B          | 1'20"129 | +2"034 |
| 16  | 2  | Pedro Diniz           | Arrows-Yamaha     | B          | 1'20"175 | +2"080 |
| 18  | 19 | Mika Salo             | Tyrrell-Ford      | G          | 1'20"336 | +2"241 |
| 17  | 17 | Gianni Morbidelli     | Sauber-Petronas   | G          | 1'20"357 | +2"262 |
| 19  | 15 | Shinji Nakano         | Prost-Mugen-Honda | B          | 1'20"370 | +2"275 |
| 20  | 21 | Jarno Trulli          | Minardi-Hart      | B          | 1'20"370 | +2"275 |
| 21  | 23 | Jan Magnussen         | Stewart-Ford      | B          | 1'20"491 | +2"396 |
| 22  | 20 | Ukyo Katayama         | Minardi-Hart      | B          | 1'21"034 | +2"939 |

## Gara

### Resoconto
Schumacher parte bene ma alle sue spalle Panis si scompone e tocca Häkkinen, così i detriti lasciati dalle due vetture volano in pista. A farne le spese sono Irvine e Nakano, che nel tentativo di evitarli scarta bruscamente e fa uscire di strada Magnussen e Hill. Al ritiro sono però costretti solo Irvine, Magnussen e Häkkinen; Panis riparte invece in ultima posizione dopo aver sostituito il musetto danneggiato.
Al primo giro Schumacher transita davanti a Villeneuve: alle spalle del canadese seguono Fisichella ed Alesi, autori di due ottime partenze, Coulthard e Frentzen: al secondo giro il canadese compie però un errore banale e finisce a muro nella variante che precede i box, ritirandosi. Nel corso del sesto giro Katayama urta il muro alla curva otto e rimane in mezzo alla pista. Entra la safety car davanti a Schumacher, Fisichella, Alesi, Coulthard, Ralf Schumacher, Frentzen e Wurz.
Dopo quattro giri la safety car rientra ai box insieme a Frentzen che deve cambiare gli pneumatici. Nelle retrovie si infiamma la lotta fra Barrichello e le due Tyrrell, che alla fine superano il brasiliano, costretto a perdere un'altra posizione pochi giri dopo a vantaggio di Herbert. Al 15º giro Ralf Schumacher è suo malgrado protagonista di un brutto incidente, forse dovuto ad foratura, volando fuori a 250 km/h in fondo al rettilineo dei box. Frentzen è in grande recupero e dal 17º giro passa in sequenza Hill, Nakano, Trulli, Morbidelli e Diniz.
Al 25º giro rientrano contemporaneamente ai box Fisichella e Alesi: la Benetton è più lesta nel rifornimento e il francese conquista il terzo posto. Mentre Frentzen supera anche Verstappen, Schumacher rientra ai box. Al comando si ritrova quindi Coulthard davanti a Schumacher, Alesi, Fisichella, Herbert e Wurz presto passato da uno scatenato Frentzen. Si ritirano prima Trulli per la rottura del motore poi Barrichello e anche Wurz per problemi al cambio. Coulthard si ferma per il rifornimento e Schumacher riprende la testa proprio davanti all'inglese della McLaren; intanto Herbert si deve fermare ai box per uno "Stop and Go".
Schumacher comincia ad avere problemi di gomme ed è costretto a fermarsi nuovamente ai box con Coulthard che riprende la testa della corsa. Lo scozzese conduce davanti a Schumacher, Alesi, Fisichella, Frentzen, Herbert e Panis. Al 51º giro si decide la gara: Coulthard si ferma per un rabbocco precauzionale, la frizione si incolla e non riesce a ripartire e di conseguenza la vittoria gli sfugge di mano.
Contemporaneamente sfugge di mano la Prost a Olivier Panis per il cedimento della sospensione posteriore destra: il francese finisce violentemente contro il muro riportando la frattura di entrambe le gambe. Entra in pista nuovamente la Safety Car ma dopo due giri la gara viene sospesa: non c'è festa sul podio né per Schumacher (nuovamente in testa al mondiale) né per Fisichella (al primo podio in carriera). Il pilota romano è anche il primo italiano a salire sul podio dopo Gianni Morbidelli al Gran Premio d'Australia 1995.

### Risultati
| Pos | Nº | Pilota                | Costruttore       | Pneumatici | Giri | Tempo/Ritiro              | Griglia | Punti |
| --- | -- | --------------------- | ----------------- | ---------- | ---- | ------------------------- | ------- | ----- |
| 1   | 5  | Michael Schumacher    | Ferrari           | G          | 54   | 1h17'40"646               | 1       | 10    |
| 2   | 7  | Jean Alesi            | Benetton-Renault  | G          | 54   | +2"565                    | 8       | 6     |
| 3   | 12 | Giancarlo Fisichella  | Jordan-Peugeot    | G          | 54   | +3"219                    | 6       | 4     |
| 4   | 4  | Heinz-Harald Frentzen | Williams-Renault  | G          | 54   | +3"768                    | 4       | 3     |
| 5   | 16 | Johnny Herbert        | Sauber-Petronas   | G          | 54   | +4"716                    | 13      | 2     |
| 6   | 15 | Shinji Nakano         | Prost-Mugen-Honda | B          | 54   | +36"701                   | 19      | 1     |
| 7   | 10 | David Coulthard       | McLaren-Mercedes  | G          | 54   | +37"753                   | 5       |       |
| 8   | 2  | Pedro Diniz           | Arrows-Yamaha     | B          | 53   | +1 giro                   | 16      |       |
| 9   | 1  | Damon Hill            | Arrows-Yamaha     | B          | 53   | +1 giro                   | 15      |       |
| 10  | 17 | Gianni Morbidelli     | Sauber-Petronas   | G          | 53   | +1 giro                   | 18      |       |
| 11  | 14 | Olivier Panis         | Prost-Mugen-Honda | B          | 51   | Incidente                 | 10      |       |
| Rit | 19 | Mika Salo             | Tyrrell-Ford      | G          | 46   | Motore                    | 17      |       |
| Rit | 18 | Jos Verstappen        | Tyrrell-Ford      | G          | 42   | Cambio                    | 14      |       |
| Rit | 8  | Alexander Wurz        | Benetton-Renault  | G          | 35   | Trasmissione              | 11      |       |
| Rit | 22 | Rubens Barrichello    | Stewart-Ford      | B          | 33   | Cambio                    | 3       |       |
| Rit | 21 | Jarno Trulli          | Minardi-Hart      | B          | 32   | Motore                    | 20      |       |
| Rit | 11 | Ralf Schumacher       | Jordan-Peugeot    | G          | 14   | Incidente                 | 7       |       |
| Rit | 20 | Ukyo Katayama         | Minardi-Hart      | B          | 5    | Incidente                 | 22      |       |
| Rit | 3  | Jacques Villeneuve    | Williams-Renault  | G          | 1    | Incidente                 | 2       |       |
| Rit | 9  | Mika Häkkinen         | McLaren-Mercedes  | G          | 0    | Collisione con E.Irvine   | 9       |       |
| Rit | 6  | Eddie Irvine          | Ferrari           | G          | 0    | Collisione con M.Hakkinen | 12      |       |
| Rit | 23 | Jan Magnussen         | Stewart-Ford      | B          | 0    | Incidente                 | 21      |       |

## Classifiche

### Piloti
| Pos. | Pilota                | Punti |
| ---- | --------------------- | ----- |
| 1    | Michael Schumacher    | 37    |
| 2    | Jacques Villeneuve    | 30    |
| 3    | Olivier Panis         | 15    |
| 4    | Eddie Irvine          | 14    |
| 5    | Heinz Harald Frentzen | 13    |
| 5    | Jean Alesi            | 13    |
| 7    | David Coulthard       | 11    |
| 8    | Gerhard Berger        | 10    |
| 8    | Mika Häkkinen         | 10    |
| 10   | Giancarlo Fisichella  | 8     |
| 11   | Johnny Herbert        | 7     |
| 12   | Rubens Barrichello    | 6     |
| 13   | Ralf Schumacher       | 4     |
| 14   | Mika Salo             | 2     |
| 15   | Nicola Larini         | 1     |
| 15   | Shinji Nakano         | 1     |

### Costruttori
| Pos. | Team              | Punti |
| ---- | ----------------- | ----- |
| 1    | Scuderia Ferrari  | 51    |
| 2    | Williams-Renault  | 43    |
| 3    | Benetton-Renault  | 23    |
| 4    | McLaren-Mercedes  | 21    |
| 5    | Prost-Mugen-Honda | 16    |
| 6    | Jordan-Peugeot    | 12    |
| 7    | Sauber-Petronas   | 8     |
| 8    | Stewart-Ford      | 6     |